# Герб Тутаева
Герб города Тута́ева и Тутаевского района  Ярославской области Российской Федерации.
Герб утверждён Решением объединённого собрания представителей города Тутаева и Тутаевского района № 104 от 16 июня 1995 года..
Герб внесён в Государственный геральдический регистр под регистрационным номером 124.

## Описание герба
«В скошенном справа золотом щите вверху — лазоревая (синяя, голубая) волнистая перевязь, сопровождаемая по сторонам узкими черными перевязями; внизу — венок из тринадцати червлёных (красных) садовых роз с зелёными стеблями и листьями, перевязанный лазоревой лентой и имеющий внутри в серебряном поле чёрного восстающего медведя, держащего на плече левой передней лапой золотую секиру».

## Описание символики и истории герба
Герб Тутаева состоит из двух исторических гербов уездных городов — Романова и Борисоглебска, которые в XIX были объединены в один — Романов-Борисоглебск.
Исторические гербы уездных городов Романова и Борисоглебска был Высочайше утверждены 31 августа (11 сентября) 1778 года императрицей Екатериной II вместе с другими гербами городов Ярославского наместничества (ПСЗ, 1778, Закон № 14765) Закон № 14765 в Полном собрании Законов Российской империи датирован 20 июня 1778 года, но на приложенных к нему рисунках гербов дата утверждения гербов обозначена — 31 августа 1778 года.
- Гербы городов Романова и Борисоглебска, утверждённые в 1778 году
- Герб Романова
- Герб Борисоглебска

Подлинное описание гербе городов гласило:
- Уездного города Романова:

 «Стоитъ на Волгѣ старой городъ въ золотомъ полѣ, вкось протекающая рѣка; по обѣим сторонамъ оной по черной полосѣ».
- Уездного города Борисоглебска:

 «Щитъ въ серебряномъ полѣ; главная часть гербъ Намѣстническій, а въ золотомъ полѣ вѣнецъ изъ розъ, лазоревою лентою связанъ; в каждой розѣ по буквѣ золотой; всѣ же буквы составляютъ званіе онаго города».
Гербы Романова и Борисоглебска были сочинены товарищем герольдмейстера коллежским советником И. И. фон Энденом.
30 мая 1822 года Указом Александра I города Романов и Борисоглебск были объединены в единый город с названием Романов-Борисоглебск. В то же время был составлен проект соединённого герба. В верхней части щита помещался герб Романова, а в нижней части герб Борисоглебска. Официально герб Романова-Борисоглебска Высочайше не утверждался.
В 1863 году, в период геральдической реформы Кёне, был разработан проект нового герба уездного города Романова-Борисоглебска Ярославской губернии (официально не утверждён):
«В золотом щите лазоревая волнообразная перевязь вправо между двумя черными полосами и сопровождаемая двумя червлеными розами. В вольной части герб Ярославской губернии. Щит увенчан серебряной стенчатой короной и окружён золотыми колосьями, соединёнными Александровской лентой».
9 декабря 1918 года город получил новое название — Тутаев, в честь рядового красноармейца И. П. Тутаева (1897—1918), погибшего во время подавления Ярославского мятежа.
В 1995 году администрацией города была предпринята попытка возродить герб. Предложенный вариант герба не прошёл экспертизу в Геральдическом совете при Президенте Российской Федерации. Советом было предложено администрации города шесть вариантов гербов, один из которых был выбран в качестве официального символа.
16 июня 1995 года Решением № 104 объединённого собрания представителей города Тутаева и Тутаевского района было принято Положение о гербе Тутаева и Тутаевского района, в котором в частности было сказано:
«В гербе города Тутаева соединены исторические гербы городов Романова (река, обрамлённая узкими черными полосами) и Борисоглебска (ярославский медведь, окруженный венком из роз).
Ввиду общности структур самоуправления города Тутаева и Тутаевского района герб является одновременно городским и районным символом».
В некоторых источниках информации встречается другая расцветка герба Тутаевского района — нижняя скошенная часть — серебряная. Данные об утверждении такого варианта герба отсутствуют, и такая цветовая гамма не соответствует расцветке исторического герба Борисоглебска.